# Paulina Rubio
Paulina Susana Rubio Dosamantes (Cidade do México, 17 de junho de 1971), mais conhecida como Paulina Rubio, é uma cantora, atriz, modelo e empresária mexicana. Rubio iniciou sua carreira no grupo musical Timbiriche em 1982, e dez anos depois, lançou seu primeiro álbum solo, La Chica Dorada (1992) pela gravadora EMI Music, seguido por 24 Kilates (1993). Seus álbuns seguintes, El Tiempo es Oro (1996) e Planeta Paulina (1996), a ajudaram a ser mais conhecida na América Latina. No mesmo ano, Rubio saiu da EMI Music.
Seu sexto álbum, Paulina foi lançado em 2000, seu primeiro trabalho em sua nova gravadora, a Universal Music, que recebeu várias nomeações em premiações, recebendo disco de diamante, e vendeu 2,5 milhões de cópias mundialmente. Dois anos depois, em 2002, Rubio lança seu primeiro álbum em língua inglesa, Border Girl, que contém seu maior sucesso, "Don't Say Goodbye". Seus álbuns seguintes, Pau-Latina (2004) e Ananda (2006), a consolidaram internacionalmente. Seu nono álbum lançado em 2009, Gran City Pop, tem um conceito original e fresco, e reflete a vida de Rubio, e suas experiências musicais. O último álbum da cantora, Brava! (2011), foca em gêneros eletrônicos, misturados com o pop latino.
Com vendas superiores em mais de 15 milhões de álbuns e singles ao redor do mundo, a artista é considerada uma das celebridades latinas mais influentes. De acordo com a E! Entertainment, a cantora está na décima-segunda colocação na "25 Sexiest Pop Divas".

## Biografia
Filha de Enrique Rubio e da atriz mexicana Susana Dosamantes. Paulina Rubio, é a mais velha de de dois irmãos. Tendo uma mãe atriz dentro casa, Paulina sempre conviveu com arte desde cedo, com apenas 5 anos de idade, já tinha aulas de canto, interpretação, jazz, pintura e dança no conceituado colégio mexicano de artes o CEA (Centro de Educación Artística). Iniciou a sua carreira artística no famoso grupo mexicano "Timbiriche". Com o Timbiriche, gravou 11 discos e participou do músical "Vaselina", uma adaptação em espanhol do filme "Grease". Em 1990, Paulina, decidiu deixar o grupo e seguir em carreira solo. Seu primeiro disco solo foi lançado em 1992 e tem o seu apelido "La Chica Dorada" (A menina de Ouro) como nome do disco.
Até o ano de 1996, Paulina já tinha atuado em cinco novelas e lançado três álbuns solo, chegando a marca de 1800 milhares de discos vendidos. Em 1996, mudou-se para espanha e deu um tempo em sua carreira musical, voltando apenas em 1998 para a sua participação na gravação de álbum duplo e de uma turnê com seus ex-colegas de Timbiriche. Depois de 4 anos sem lançar um álbum de inéditas, em 2000, lançou o seu quinto álbum intitulado "Paulina". O álbum foi um sucesso comercial, chegando a marca de 4 000 000 discos vendidos em todo o mundo. De 2002 a 2006, Paulina lançou três álbuns, sendo um deles gravado em inglês, "Border Girl" em 2002. Em 2007, casou-se com o empresário espanhol Nicolas "Colate" Vallejo-Nagera, no México. Três anos mais tarde, 14 de novembro de 2010 a cantora deu à luz seu primeiro filho, que foi nomeado Andrea Nicolas Vallejo-Nagera Rubio.
Em março de 2012, o empresário Nicolas "Colate" em entrevista a revista ¡Hola! revelou que havia solicitado o divórcio, um ano depois, em 5 março de 2013, o ex-casal entrou em comum acordo sobre a guarda compartilhada da criança e que Rubio teria que pagar 3.176 euros mensais para seu ex-marido por três anos. Em setembro do mesmo ano estreou na Televisa a segunda temporada do reality musical "La Voz...México" que conta com Rubio com uma das "coachs" do programa. Ao finalizar dito reality, Paulina novamente esteve envolvida com o mesmo show musical só que dessa vez na versão mirim do reality, o "La Voz Kids" transmitido pela rede Telemundo. Em 20 de maio de 2013, a FOX através de um comunicado de imprensa revelou que a terceira temporada do The X Factor (Estados Unidos) contaria com Paulina, Kelly Rowland, Demi Lovato e Simon Cowell como jurados da atração.

## Timbiriche
No começo da década de 1980, em apenas dois anos estudando no "CEA", Paulina recebeu um convite de dois produtores da Televisa, para fazer parte de uma banda infantil chamada "La Banda Timbiriche".  Em 30 de abril de 1982, apadrinhado pelo cantor Miguel Bosé  o grupo foi lançado oficialmente. Inicialmente os integrantes eram: Alix Bauer, Benny Ibarra, Diego Schoening, Mariana Garza, Paulina Rubio e Sasha Sokol (um ano depois "Erick Rubin" entra para banda). Paulina permaneceu no Timbiriche do ano de 1982 a 1990, gravou 11 discos e participou do musical "Vaselina" (adaptação do musical americano Grease ). Em 1990 começou sua carreira solo com a gravadora EMI Music, com quem gravou quatro álbuns de estúdio. Destes, os dois primeiros La Chica Dourada em 1992 e 24 Kilates em 1993, colocou-o como um dos mais bem sucedidos de cantoras jovens comercial em  seu país. Sua próxima produção, El Tiempo es Oro em 1995 e Planeta Paulina em 1996, lançado em outros países América Latina. Depois de um problema legal com EMI Music, a cantora rejeitou o contrato, pagando uma grande quantidade de dinheiro envolvido.

## Solista
Apesar disso, na década de 2000 obteve um novo contrato com a gravadora Universal Music Group. Com uma nova etapa, a cantora lançou seu quinto álbum, Paulina em 2000 e Border Girl em 2002, que foi sucesso comercial na América Latina e algumas partes da Europa, esses  primeiros discos deram prêmios, indicações e vendas. De acordo com a Billboard, o disco é colocado como o álbum mais vendido na América Estados Unidos em 2001 e ganhou um "Diamante Duplo" para mais de 2,5 milhões de unidades vendidos em todo o mundo. Seus álbuns sucessores, Pau-Latina em 2004 e Ananda 2006 Internacional consolidada Paulina, marcando seu sucesso com todos singles publicados.

## Polêmicas e Thalía
Em outubro de 2007, Paulina se envolveu em uma polêmica com o governo mexicano, após ter feito algumas fotos para uma revista espanhola. Aparentemente nua e enrolada sobre a bandeira mexicana, Paulina foi acusada de ter desrespeitado a bandeira mexicana e foi obrigada a pagar uma multa de 53 mil pesos. Em uma nota oficial publicada por sua mãe, Susana Dosamantes afirma que Rubio não autorizou a publicação das tais fotos.
Não é novidade a eterna rivalidade entre Paulina Rubio e Thalía. A disputa, que tomou novas dimensões com algumas declarações da chamada "chica dorada", a cantora declarou "sentir vergonha por Thalía, por estar casada com um velhinho", referindo-se a Tommy Mottola. Rubio falou também que esta união matrimonial foi motivada por "interesses econômicos e artísticos". Mas como isto não foi suficiente, Rubio prosseguiu com o ataque: "Acredito que bom gosto e a elegância são coisas com quais já se nasce. Em meu caso herdei da avó e de minha mãe. Mas por mais dinheiro que se tenha nunca se pode comprar o bom gosto". Este comentário menciona Thalía no mundo da moda logo depois de lançar sua própria marca de roupas. Thalía, por sua vez, respondeu as agressões com admirável tranquilidade: "Tenho muitas coisas importantes para fazer para perder tempo respondendo as bobeiras que disse Paulina. Por mim, que se remoa de inveja, que se dedique a sua carreira". As cantoras, velhas amigas (ou inimigas), fizeram parte do grupo juvenil "Timbiriche" durante a infância, e foi desde então, que as "divas" começaram a rivalidade. Tudo começou quando ambas eram apenas garotinhas e participavam do grupo. Se arranharam e se esbofetearam em plena apresentação ao vivo em 1989.

## The X Factor
No ano de 2013, a cantora foi escolhida a ser jurada do reality musical The X Factor (Estados Unidos) ao lado de Kelly Rowland, Demi Lovato e Simon Cowell.

## Discografia

### Com o "Timbiriche"
| Ano  | Título                     |
| ---- | -------------------------- |
| 1982 | Timbiriche                 |
| 1982 | La Banda Timbirich         |
| 1983 | En concierto               |
| 1983 | "Disco Ruido"              |
| 1983 | Que No Acabe Navidad       |
| 1984 | Vaselina                   |
| 1985 | Timbiriche Rock Show       |
| 1988 | Timbiriche 8-9             |
| 1990 | Timbiriche 10              |
| 1989 | Los Clasicos de Timbiriche |
| 1998 | Timbiriche: El concierto   |

### Solista
| Ano  | Título           |
| ---- | ---------------- |
| 1992 | La Chica Dorada  |
| 1993 | 24 Kilates       |
| 1995 | El Tiempo Es Oro |
| 1996 | Planeta Paulina  |
| 2000 | Paulina          |
| 2002 | Border Girl      |
| 2004 | Pau-Latina       |
| 2006 | Ananda           |
| 2009 | Gran City Pop    |
| 2011 | Brava!           |
| 2018 | Deseo            |

### Compilações
| Ano  | Título                         |
| ---- | ------------------------------ |
| 2000 | Top Hits                       |
| 2001 | I'm So In Love: Grandes Exitos |

## Novelas
| Ano  | Título                 |
| ---- | ---------------------- |
| 1983 | "Día del compadre, El" |
| 1988 | "Pasión y poder"       |
| 1992 | Baila conmigo          |
| 1995 | Pobre niña rica        |
| 1995 | Bésame en la boca      |